# Simone Stock
Simone Stock, in inglese Simon Stock (Aylesford, 1165 – Bordeaux, 16 maggio 1265), è stato un religioso inglese appartenente all'Ordine Carmelitano: ricoprì la carica di Priore generale del suo ordine. È venerato come santo dalla Chiesa cattolica. È il protettore dello stesso Ordine Carmelitano.

## Biografia
Gran parte delle scarse notizie sulla sua vita sono spesso desunte da leggende: secondo la tradizione, all'età di dodici anni lasciò la casa dei genitori e si ritirò come eremita sotto una quercia (da qui l'appellativo Stock, che deriverebbe dall'inglese antico e significherebbe tronco d'albero) e in seguito percorse a piedi le contrade del suo paese predicando. Dopo un pellegrinaggio in Terra santa, avrebbe maturato la decisione di entrare come frate nell'ordine carmelitano e, completati gli studi a Roma, venne ordinato sacerdote.
Attorno al 1247 (all'età di 82 anni) fu scelto come sesto priore generale dell'Ordine.
Si adoperò per riformare la regola dei Carmelitani, facendone un ordine mendicante: papa Innocenzo IV nel 1251 approvò la nuova regola e garantì all'Ordine anche la particolare protezione da parte della Santa Sede.
Simone favorì poi la diffusione dell'Ordine in Inghilterra e nell'Europa continentale: al suo generalato risalgono, tra l'altro, la fondazione delle case carmelitane a Cambridge (1248), Oxford (1253), Parigi e Bologna (1260).
Morì nel 1265, durante una visita al convento carmelitano di Bordeaux.
A Simone Stock è attribuita la composizione del Flos Carmeli, un inno carmelitano dedicato alla Vergine.

## Culto
La domenica 16 luglio 1251, Simone avrebbe ricevuto la visione della Vergine con la rivelazione dello scapolare e la promessa: «Questo è il privilegio per te e per i tuoi: chiunque morirà rivestendolo, sarà salvo».
Per commemorare l'evento, fu istituita la festa della Madonna del Carmelo per la quale fu fissata proprio la data del 16 luglio. Lo scapolare è rimasto per tutti i Carmelitani un segno della protezione materna di Maria.
Le promesse legate al Santo Scapolare sono state confermate dalla Vergine anche a Fatima. Il 13 ottobre 1917, infatti, mentre avveniva il grande miracolo del Sole visto da più di cinquantamila persone, Maria si mostrava ai pastorelli nelle vesti della Madonna del Monte Carmelo, presentando nelle loro mani lo Scapolare.
Si può affermare che i privilegi inestimabili legati allo Scapolare sono parte integrante del Messaggio Mariano di Fatima, unitamente al Rosario ed alla devozione al Cuore Immacolato di Maria. Infatti, i riferimenti all'Inferno e al Purgatorio, la necessità della penitenza e l'intercessione di Nostra Signora contenuti nel Messaggio sono in assoluta consonanza con le promesse collegate allo Scapolare.
Non a caso la stessa Lucia, l'unica dei tre pastorelli ad essere rimasta in vita, divenne carmelitana scalza e disse che nel messaggio della Madonna “il Rosario e lo Scapolare sono inseparabili”.
La memoria liturgica di san Simone Stock, che ricorre il 16 maggio, era stata cancellata dopo il Concilio Vaticano II, ma è stata di recente riammessa nel calendario liturgico. Il Martirologio Romano del 2001 lo ricorda con il titolo di beato.